# Verarbeitung (Recht)
Verarbeitung ist ein sachenrechtlicher Begriff, der die Herstellung einer neuen Sache aus einem anderen Stoff beschreibt. Es genügt die Einwirkung auf die Gebrauchsfähigkeit, weshalb eine stoffliche Veränderung nicht notwendig ist. Gemäß § 950 BGB wird Eigentümer einer neuen beweglichen Sache grundsätzlich, wer sie durch Verarbeitung oder Umbildung von Stoffen herstellt.

## Geschichte
Im römischen Recht war die Verarbeitung die specificatio. Die Herstellung einer neuen Sache führte zur Frage nach den Eigentumsverhältnissen. In römischen Alltag bewegte die Frage etwa den Wein- oder Olivenbauern, der die Waren zu Konsumgütern verarbeitete. Während für die Prokulianer eine neue Sache entstand, die dem Hersteller gebührte (naturalis ratio), schlugen sie die Sabinianer dem Stoffeigentümer zu. In der Spätantike wurde danach entschieden, ob die neue Sache in ihren ursprünglichen Zustand zurückführbar war. Gefolgt wurde der Auffassung des Gaius, der eine Rechtsauffassung vertrat, die heute in Deutschland gilt.
Die rechtliche Problematik der Verarbeitung erwuchs bei der Goldverarbeitung in der Freiburger Zunftordnung im 16. Jahrhundert. Johann Christoph Adelung war ersichtlich der erste Autor, der den Rechtsbegriff 1774 in einem deutschen Wörterbuch aufgriff. Das Allgemeine Preußische Landrecht bestimmte 1794: „Hat jemand fremde Materialien dergestalt verarbeitet, dass dieselben ihre bisherige Gestalt dadurch verloren und eine neue Gestalt angenommen haben, so verbleibt die daraus entstandene neue Sache dem Verarbeitenden“ (I 11, § 304 APL). Geschieht jedoch die Verarbeitung fremder Sachen ohne Wissen und Willen ihres Eigentümers, so wird die neue Sache zum Eigentum des Eigentümers der verarbeiteten Sachen (I 11, § 299 APL). Der französische Code civil schreibt in Art. 570 CC das Eigentum an der neuen Sache dem Stoffeigentümer zu und betont ausdrücklich, dass es nicht auf die Rückführbarkeit in seine ursprüngliche Form ankommt. Das österreichische ABGB geht von der Rückführbarkeit der verarbeiteten Materialien aus. Das 1900 in Kraft getretene BGB macht die Eigentumsfrage vom Wert der Verarbeitung abhängig.

## Grundsätze
Die Verarbeitung führt zum originären Eigentumserwerb. Sie ist ein Realakt, weshalb auf die Geschäftsfähigkeit des Verarbeitenden nicht abgestellt wird. Die Verarbeitung geschieht durch Herstellung oder Umbildung eines oder mehrerer Stoffe zu einer neuen beweglichen Sache (§ 950 Abs. 1 BGB). Grundgedanke dieser Regelung ist die Anerkennung der wertvollen Arbeit während der Verarbeitung als Eigentumserwerbsgrund. Die gesetzlichen Anforderungen an eine Verarbeitung sind jedoch gering. Gemäß § 950 Abs. 1 Satz 2 BGB genügt das Schreiben, Zeichnen, Malen, Drucken oder Gravieren einer Oberfläche, oder auch das Zusammenfügen von Bauteilen. Erforderlich ist eine höhere Verarbeitungsstufe, die bei einer Reparatur noch nicht erreicht ist.
Eine neue Sache entsteht durch Verarbeitung, wenn die hergestellte Sache eine neue Bezeichnung, eine erhebliche Form- oder Wesensveränderung oder eine völlig andere oder weitergehende wirtschaftliche Funktion erhält. Ist in der Verbindung oder Vermischung auch eine Verarbeitung zu sehen, gehen die Verarbeitungsvorschriften vor, während die Verbindung mit einem Grundstück (§ 946 BGB) der Verarbeitung vorgeht.
Den drohenden Eigentumskonflikt löst § 950 Abs. 1 BGB, indem er dem Verarbeiter das Eigentum an der neuen Sache zuschreibt, sofern nicht ausnahmsweise der Wert der Verarbeitung erheblich geringer ist als der Wert des Stoffes. Der Wert der Verarbeitung ist die Differenz zwischen dem Wert der neuen Sache und dem Wert aller verarbeiteten Stoffe nebst Personalkosten. Dabei ist davon auszugehen, dass dann ein im Verhältnis zum Wert der verarbeiteten Stoffe erheblich geringerer Wert der Verarbeitung anzunehmen ist, wenn sich der Stoffwert zum Verarbeitungswert etwa wie 100 zu 60 verhält. Mit dem Erwerb des Eigentums an der neuen Sache erlöschen die an dem Stoff bestehenden Rechte (§ 950 Abs. 2 BGB), was beispielsweise für den Eigentumsvorbehalt oder das Sicherungseigentum gilt. Gemäß § 951 BGB haftet der Hersteller den früheren Eigentümern gegebenenfalls aus § 812 BGB ungerechtfertigte Bereicherung.

## International
In der Schweiz macht Art. 726 ZGB das Eigentum an der neuen Sache vom Arbeitswert der Verarbeitung abhängig. Ist die Arbeit kostbarer als der Stoff, gehört die neue Sache dem Verarbeiter, andernfalls dem Eigentümer des Stoffes. In Österreich stellt §§ 414 ff. ABGB auf die Rückführbarkeit ab und will jedem sein Eigentum zurückgeben. Ist jedoch gemäß § 415 ABGB die Zurücksetzung in den vorigen Stand nicht möglich, so gehört die Sache den Eigentümern als Miteigentum.
In Frankreich darf gemäß Art. 552 CC der Eigentümer alle Verarbeitungen (spécifications) selbst vornehmen, die er für angemessen hält. Allerdings muss er bei der Verarbeitung verwendete fremde Materialien deren Eigentümer erstatten (Art. 554 CC). Wenn jemand Material benutzt, das ihm nicht gehört, um hieraus eine neue Sache herzustellen, verbleibt die neu geschaffene Sache dem Stoffeigentümer (Art. 570 CC). Dabei ist es gleichgültig, ob der Stoff seine frühere Form zurückerhalten kann oder nicht. Werden Materialien von verschiedenen Eigentümern verarbeitet, so entsteht Miteigentum (Art. 572 CC). Die Verarbeitung vereinigt mithin die Arbeitskraft mit mindestens einer Sache, während Verbindung und Vermischung zwei Sachen vereinigen.
In Italien gewährt Art. 940 Codice civile (CC) das Eigentum an der Verarbeitung (specificazione) dem Verarbeiter, wenn der Stoffwert nicht erheblich höher ist. In England wird bei der Verarbeitung (specification) der Verarbeiter (workman) stets Eigentümer der neuen Sache.